# Dygestorium

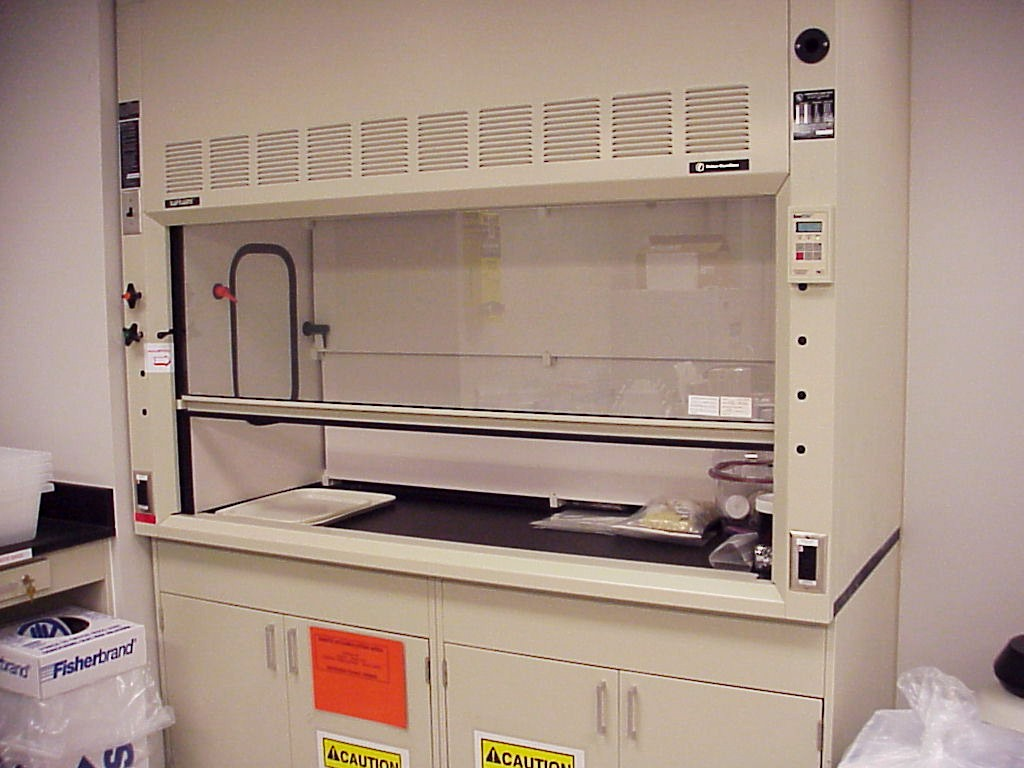
Nowoczesne dygestorium zintegrowane

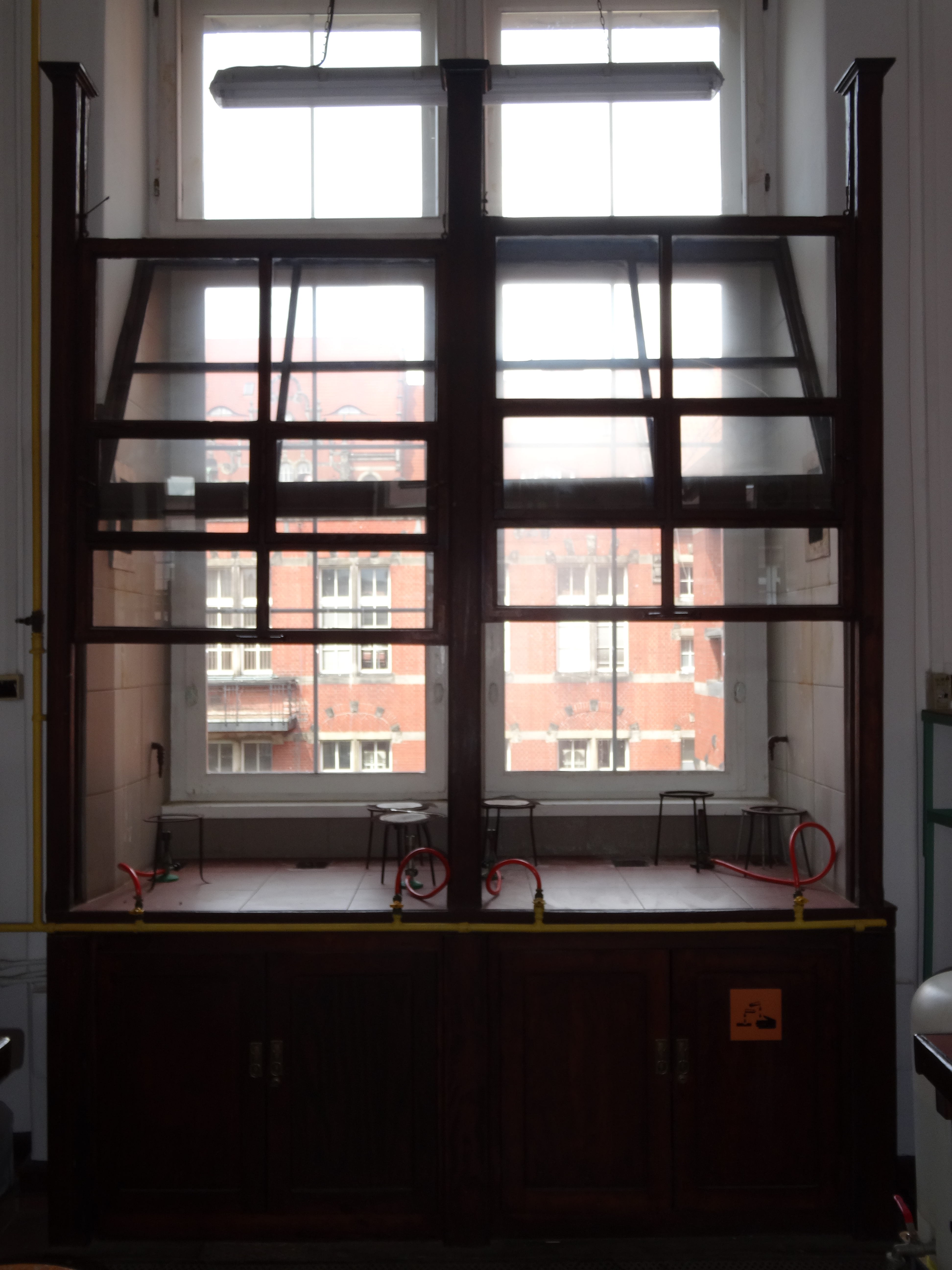
Drewniany wyciąg z 1904 roku w laboratorium Katedry Chemii Analitycznej Politechniki Gdańskiej

Dygestorium, wyciąg laboratoryjny – przeszklona komora o kształcie dużej szafy, zaopatrzona w wydajny wentylator stale wydmuchujący z niej powietrze poza teren laboratorium (najczęściej umiejscowiony na dachu). Jej podstawowym zadaniem jest zapobieganie wydostawania się do atmosfery laboratorium szkodliwych substancji (trucizn, agresywnych lub nieprzyjemnie pachnących gazów itp.), a także ochrona przed ewentualnymi pożarami i eksplozjami. Dygestoria stosuje się w laboratoriach chemicznych, biologicznych, analitycznych i przy niektórych rodzajach produkcji przemysłowej.
We wszystkich dygestoriach występuje przednia szyba podnoszona na regulowaną wysokość, tak by można było do dygestorium włożyć ręce, chroniąc jednocześnie twarz za szybą. Wewnątrz dygestorium jest zwykle oświetlenie, instalacja wodna, gazowa, kanalizacja. Na zewnątrz, np. pod blatem lub na ścianie bocznej, znajduje się panel sterujący z zaworami wody i gazu oraz innymi mediami np.: gniazdami elektrycznymi, siłowymi, włącznikami itp. Pod blatem roboczym bardzo często znajduje się także szafka, w której przetrzymuje się substancje najczęściej używane w dygestorium. Szafka może być niezależnie wentylowana lub chemoodporna. W zależności od producenta szafka taka wykonana może być ze stali pokrytej farbą chemoodporną lub płyt laminowanych pokrytych odpowiednim materiałem chemoodpornym np. polipropylenem (PP). Dawniej dygestoria budowane były z drewna.
Dygestoria posiadają też czasami czujniki przeciwpożarowe, czujniki wykrywające najczęściej spotykane gazy toksyczne oraz zabezpieczone miejsca do umieszczania aparatury wrażliwej na żrące opary.
Według norm europejskich dygestoria muszą być wyposażone w:
- czujnik kontroli przepływu powietrza;
- blokadę podnoszenia okna na wysokości 500 mm z możliwością kontrolowanego zwolnienia blokady.

Polski odpowiednik właściwej Normy to PN EN 14175 cz. 1-7.
Istnieją dwa, zasadnicze rodzaje dygestoriów:
- montowane na stole (blacie) laboratoryjnym i na stałe mocowane do ścian laboratorium – są to bardzo często konstrukcje drewniane, wewnątrz których stół i ścianę laboratorium pokrywa się kwasoodporną glazurą, dygestoria te są montowane na stałe i ich przeniesienie w inne miejsce wiąże się z remontem całego pomieszczenia
- zintegrowane – charakteryzujące się niezależną konstrukcją stalową oraz posiadają one zintegrowany blat wykonany z:
  - ceramiki łączonej;
  - ceramiki monolitycznej;
  - żywicy epoksydowej;
  - żywicy fenolowej;
  - stali nierdzewnej;
  - polipropylenu;
  - konglomeratu kwarcowo-granitowego;
  - innych; dobieranych w zależności od typu prac wykonywanych w dygestorium.

Dygestoria te posiadają łatwo demontowalne przyłącza do wody, gazu, prądu i kanalizacji dzięki czemu można je stosunkowo łatwo przenosić z miejsca na miejsce.
Istnieje dodatkowy podział dygestoriów, w zależności od typu przewietrzania komory roboczej:
- szyberkowe: wentylacja komory odbywa się za pomocą dwóch chemoodpornych szybrów/zastawek, znajdujących się na tylnej ścianie dygestorium. W celu odpowiedniego odprowadzania niebezpiecznych oparów (cięższych lub lżejszych od powietrza) szybry umiejscowione są na górze oraz dole komory dygestorium.
- szczelinowe: wentylacja komory odbywa się poprzez zamontowanie podwójnej ściany ze szczeliną na górze i dole komory roboczej dygestorium.